# Bischöflich Münstersches Offizialat

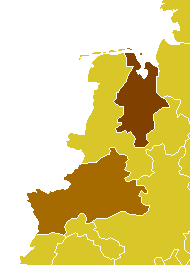
Bistum Münster (braun) mit Offizialatsbezirk Oldenburg (dunkelbraun)

Wappen

Das Bischöflich Münstersche Offizialat ist eine regionale Kirchenbehörde des römisch-katholischen Bistums Münster mit Sitz in Vechta. Die 1831 gegründete Kirchenbehörde nimmt weitreichende kirchliche Aufgaben in diesem Gebiet des Bistums Münster, dem Offizialatsbezirk Oldenburg, wahr. Ihre Zuständigkeit umfasst die niedersächsischen Teile des Bistums Münster – das historische Land Oldenburg ohne Nebenländer, das heißt mit geringen Abweichungen die Landkreise Vechta, Cloppenburg, Oldenburg, Ammerland, Wesermarsch und Friesland sowie die Städte Oldenburg, Delmenhorst und Wilhelmshaven.

## Geschichte
Das Oldenburger Münsterland war früher zusammen mit dem größten Teil des Emslandes der nördliche Teil (Niederstift) des Hochstifts Münster. Dadurch konnte die Reformation in diesen Landstrichen nicht dauerhaft Fuß fassen, und die Bevölkerung ist bis heute mit deutlicher Mehrheit katholisch.
1821 wurde mit der Zirkumskriptionsbulle „De salute animarum“ die Neuumschreibung der katholischen Diözesen in Deutschland nach dem Wiener Kongress für das Königreich Preußen vollzogen. Dabei griff die Bulle „De salute animarum“ über Preußen hinaus. Denn das Großherzogtum Oldenburg wurde dem Bistum Münster zugeschlagen – und zwar ohne Absprache mit Herzog Peter I. von Oldenburg. Dem Herzog lag daran, dass seine katholischen Untertanen nicht einem Bischof unterstanden, der seinerseits dem preußischen König Loyalität schuldete. Da die Errichtung eines oldenburgischen Landesbistums nicht in Frage kam, war er bestrebt, so viel kirchliche Amtsgewalt wie eben möglich an eine Instanz innerhalb seines Landes delegieren zu lassen. Sein Verhandlungspartner war kirchlicherseits Prinz Joseph von Hohenzollern, der Fürstbischof von Ermland war und auf Schloss Oliva residierte. Joseph von Hohenzollern war vom Papst zum „Exekutor“ der Bulle bestimmt worden, d. h. mit deren Durchführung beauftragt.
Nach langen Verhandlungen wurde am 5. Januar 1830 schließlich der „Vertrag zur Regulierung der Diözesanangelegenheiten der katholischen Einwohner des Herzogtums Oldenburg“ unterzeichnet, nach dem Verhandlungsort, dem Sitz des Fürstbischofs, meist als Konvention von Oliva bezeichnet. Damit wurde ein „Bischöflich Münstersches Offizialat“ geschaffen und dessen Offizial gegenüber dem Bischof von Münster eine weit reichende Autonomie zugesprochen. Zusammen mit dem von ihm verfügten Normativ für die Wahrnehmung des landesherrlichen Hoheits-Rechts (jus circa sacra) über die römischkatholische Kirche im Herzogthume Oldenburg wurde die „Convention von Oliva“ von Großherzog August I. am 5. April 1831 in Kraft gesetzt.

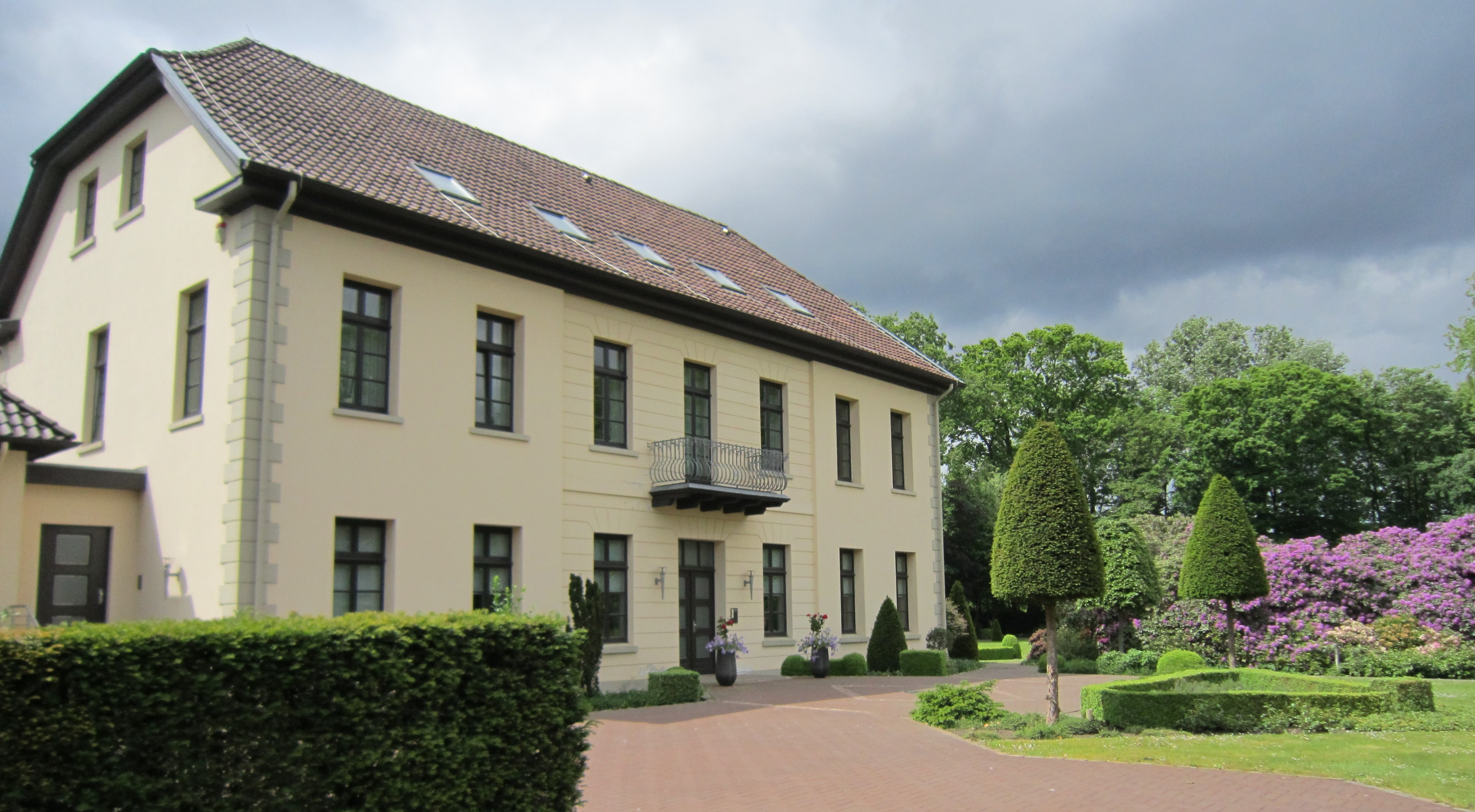
Amtssitz des Offizials an der Bahnhofstraße in Vechta

Das Konkordat zwischen dem Heiligen Stuhl und dem Lande Niedersachsen vom 26. Februar 1965 bestätigte die „Convention von Oliva“: „Der in Niedersachsen liegende Teil des Bistums Münster (das ehemalige Land Oldenburg) bleibt als besonderer kirchlicher Verwaltungsbezirk bestehen, dessen Leitung der Bischof von Münster weiterhin einem ständigen Stellvertreter mit den diesem bisher zustehenden Befugnissen anvertraut.“

## Kirchenrechtliche Regelungen
An der Spitze des Offizialats steht der Offizial. Seit der Bischofsweihe Max Georg von Twickels im Jahr 1973 (Offizial seit 1970) ist der jeweilige Offizial zugleich Weihbischof im Bistum Münster. Die Amtsbefugnisse des Bischöflich Münsterschen Offizials entsprechen in etwa denen eines Generalvikars.
Im Münsterischen Kathedralkapitel werden die Stellen zweier nichtresidierender Domkapitulare an Mitglieder des Oldenburger Klerus vergeben.
Die Mitarbeiter des Bischöflich Münsterschen Offizialats begleiten die katholischen Verbände und vierzig Pfarreien in acht Dekanaten zwischen Wangerooge und Damme in Fachfragen, beaufsichtigen über sechzig kirchliche Stiftungen und unterstützen und kontrollieren die Verwaltungen kirchlicher Einrichtungen.
In der deutschen Bistumslandschaft selten, wenngleich nicht einmalig, ist die Verteilung des Bistums auf zwei Bundesländer. Der größte Teil liegt in Nordrhein-Westfalen, der kleinere Teil in Niedersachsen. Der Offizialatsbezirk Oldenburg ist kirchenrechtlich nach Münster orientiert und gehört zur Kirchenprovinz Köln, konkordatsmäßig aber – das betrifft z. B. Themen wie Bildung, Bauwesen, Gesundheit und Soziales, Finanzen und Steuerrecht – gilt niedersächsisches Recht. Das Offizialat in Vechta kooperiert deshalb in vielen Fragen eng mit den niedersächsischen Bistümern Hildesheim und Osnabrück und auch dem Erzbistum Hamburg.

## Soziale Einrichtungen
Dem Offizialat ist über die Kirchengemeinden hinaus ein dichtes Netz pädagogischer und sozial-karitativer Einrichtungen angeschlossen, darunter 114 kirchliche Kindergärten beziehungsweise Kindertagesstätten und neun kirchliche Oberschulen und Gymnasien in Vechta, Cloppenburg, Oldenburg und Wilhelmshaven. Über 12.000 Bedienstete arbeiten im Offizialatsbezirk in Einrichtungen der Kirche und Caritas – beispielsweise in Kirchengemeinden, Schulen, Beratungsstellen, Pflegeeinrichtungen, Krankenhäusern und in der Flüchtlingshilfe.

## Katholische Kirche in der Region
Die katholische Kirche ist im Süden des Bezirks (d. h. in den Landkreisen Vechta und Cloppenburg) traditionell sehr verwurzelt, im restlichen Gebiet dagegen in einer ausgeprägten Diaspora-Situation inmitten einer traditionell protestantischen Region. Die Institution Kirche mit der Kirchenbehörde Offizialat, den Kirchengemeinden und den zahlreichen Einrichtungen ist einer der größten Arbeitgeber im südlichen Oldenburger Land.

## Liste der Offiziale
Offiziale waren:
- 1831–1846: Franz Joseph Herold (1787–1862)
- –1853: vakant
- –1872: Engelbert Reismann (1809–1872)
- –1887: Theodor Niehaus (1820–1887)
- –1890: Anton Stukenborg (1830–1890)
- –1922: Bernhard Grobmeyer (1840–1922)
- 1922: Gerhard Tepe (1863–1922)
- –1933: Lambert Meyer (1855–1933)
- –1940: Franz Vorwerk (1884–1963)
- –1948: Johannes Pohlschneider (1899–1981)
- –1970: Heinrich Grafenhorst (1906–1970)
- –2001: Max Georg Freiherr von Twickel (1926–2013)
- –2016: Heinrich Timmerevers (* 1952)
- ab 2016: Wilfried Theising (* 1962)

## Gliederung
Der Offizialatsbezirk Oldenburg (die geografische Bezeichnung des vom Bischöflich Münsterischen Offizialat verwalteten Gebiets) umfasst 8 Dekanate:
- Dekanat Cloppenburg
- Dekanat Damme
- Dekanat Delmenhorst
- Dekanat Friesoythe
- Dekanat Löningen
- Dekanat Oldenburg
- Dekanat Vechta
- Dekanat Wilhelmshaven

Insgesamt zählt der Oldenburger Offizialatsbezirk 40 Pfarreien. Die Katholikenzahl liegt bei 265.000 Gläubigen. Sitz des Offizials, der in seiner Funktion Weihbischof des Bistums Münster ist, ist die Propsteikirche St. Georg. Die nördlichste Gemeinde ist die St.-Willehad-Gemeinde auf der ostfriesischen Insel Wangerooge (Dekanat Wilhelmshaven), die südlichste St. Viktor in Damme (Dekanat Damme).
Im Offizialatsbezirk gibt es neben den Kirchenausschüssen und Pfarreiräten drei zentrale Gremien:
- Der Kirchensteuerrat unter Vorsitz des Bischöflichen Offizials entscheidet über den Haushalt des Offizialats – 2015 beläuft er sich auf 82,8 Millionen Euro.[9]
- Der Pastoralrat ist das höchste Beratungsgremium des Weihbischofs in pastoralen Fragen.
- Das Komitee katholischer Verbände repräsentiert 25 Verbände mit über 45.000 Mitgliedern.

## Kirchen
Siehe: Kirchengebäude im Offizialatsbezirk Oldenburg